# Internationale Kurzfilmtage Oberhausen

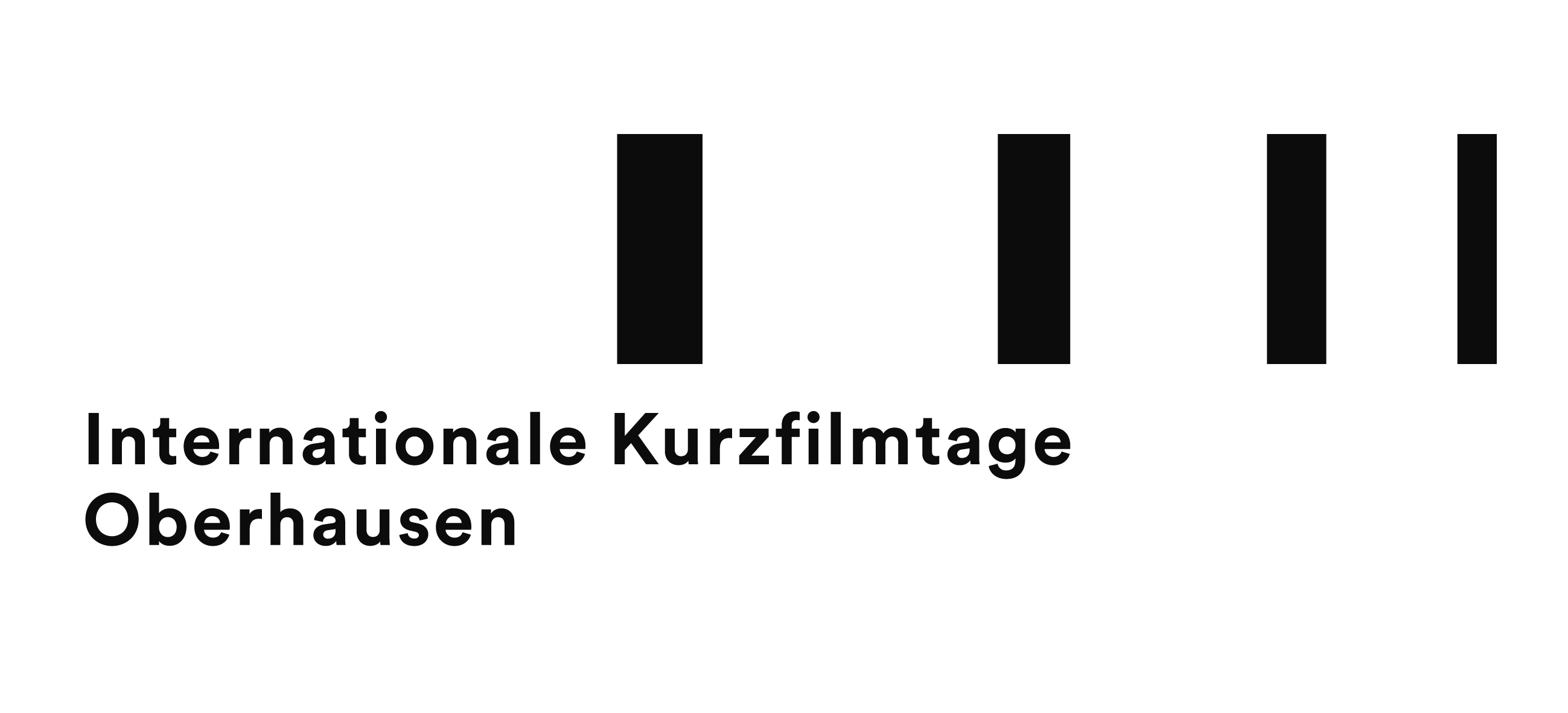
Logo der Kurzfilmtage seit 2015

Die Internationalen Kurzfilmtage Oberhausen, gegründet 1954, gelten als das älteste Kurzfilmfestival der Welt und sind eine der größten internationalen Plattformen für die kurze Form. Das Festival organisiert einen internationalen, einen deutschen und einen internationalen Kinder- und Jugendfilmwettbewerb sowie den MuVi-Preis für das beste deutsche Musikvideo, und seit 2009 den NRW-Wettbewerb für Produktionen aus Nordrhein-Westfalen.
Darüber hinaus ist Oberhausen heute für seine umfangreichen thematischen Programme bekannt, wie z. B. „Memories Can’t Wait. Film Without Film“ (2014), „Soziale Medien vor dem Internet“ (2017), „Die Sprache der Verlockung. Trailer zwischen Werbung und Avantgarde“ (2019), „Solidarität als Störung“ (2021/22) oder „Synchronisieren! Pan-afrikanische Filmnetzwerke“ (2022). Zudem bietet das Festival eine gut ausgestattete Video Library, führt einen nicht-kommerziellen Kurzfilmverleih und verfügt über ein Archiv von Kurzfilmen aus über 70 Jahren Filmgeschichte.

## Geschichte
Die Internationalen Kurzfilmtage Oberhausen wurden 1954 vom Leiter der Oberhausener Volkshochschule, Hilmar Hoffmann, in Zusammenarbeit mit dem Filmclub Oberhausen unter dem Namen „1. Westdeutsche Kulturfilmtage“ gegründet. Die Veranstaltung sollte einen bildungspolitischen Auftrag erfüllen, „Kulturfilm – Weg zur Bildung“ war das Motto des ersten Festivals, gezeigt wurden 45 Filme aus der Bundesrepublik Deutschland, Frankreich und den Vereinigten Staaten.
1958 wurde bei den 4. Westdeutschen Kulturfilmtagen das Motto „Weg zum Nachbarn“ eingeführt, unter dem das Festival bis einschließlich 1997 stattfand. 1959 wurde das Festival umbenannt in „Westdeutsche Kurzfilmtage“. Oberhausen erwarb sich bald einen politischen Ruf, vor allem, da man viele Filme aus dem Ostblock nur in Oberhausen sehen konnte, ein Umstand, der zum raschen Aufstieg der Kurzfilmtage und zu ihrem Ruf als „Mekka des Kurzfilms“ beitrug. Doch schon in den 1950er Jahren sah man in Oberhausen auch Arbeiten von jungen Filmemachern aus dem Westen wie François Truffaut, Norman McLaren, Alain Resnais, Bert Haanstra oder Lindsay Anderson. Beim vierten Festival 1958 waren zum Beispiel 190 Filme aus 29 Ländern im Programm vertreten.

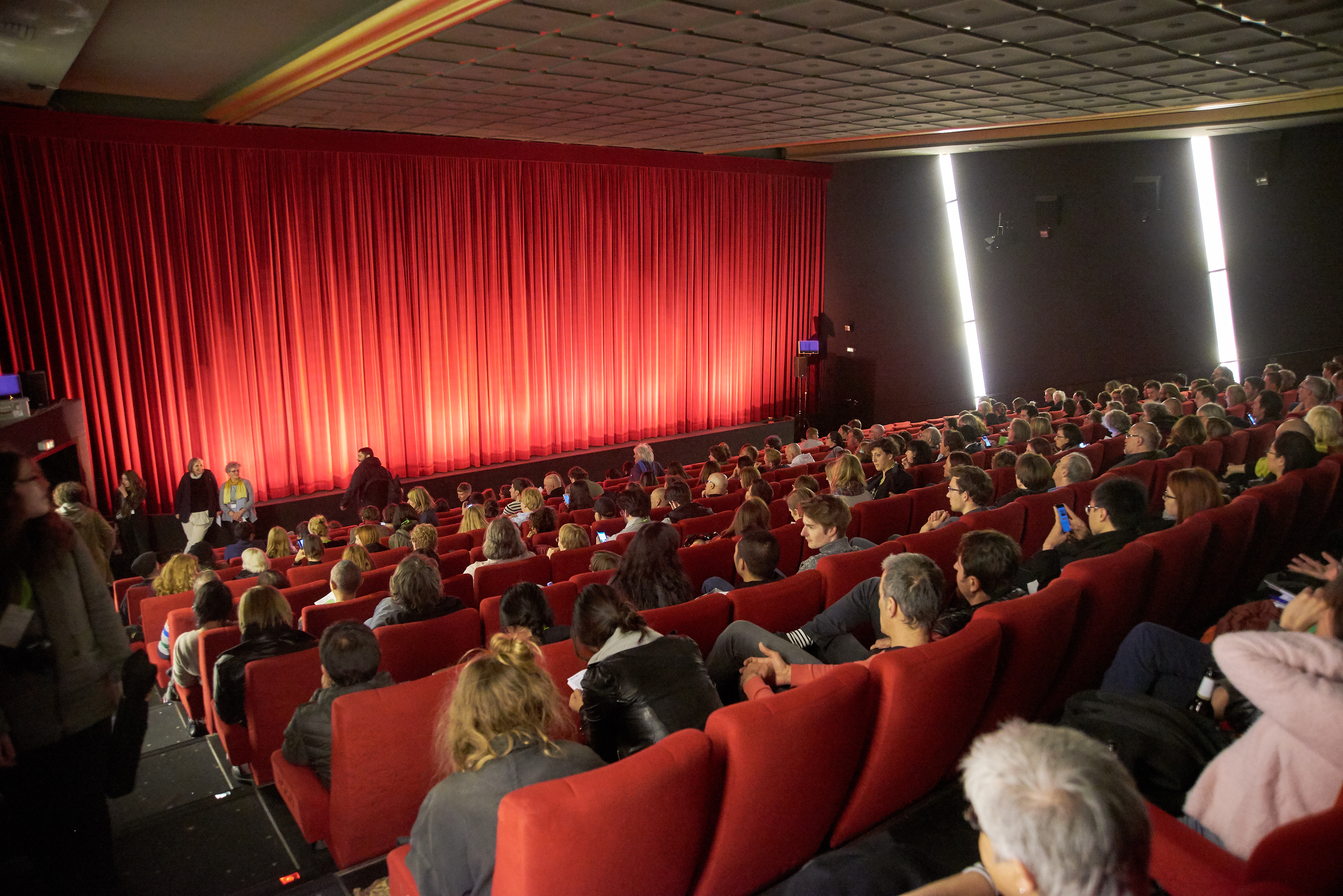
Voller Saal im Festivalkino Lichtburg Oberhausen bei den Kurzfilmtagen 2019

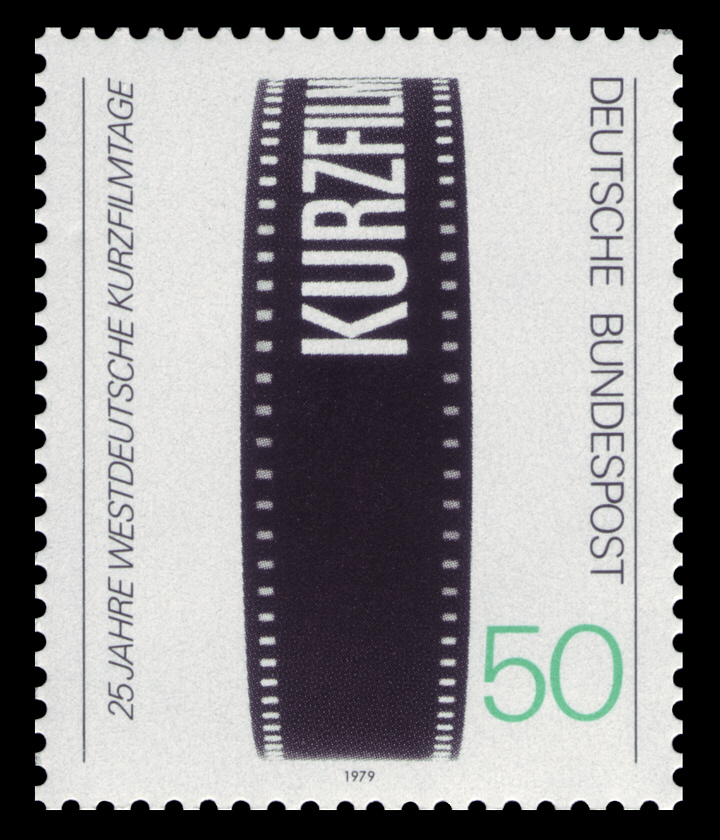
50-Pf-Briefmarke der Deutschen Bundespost von 1979 anlässlich des 25-jährigen Jubiläums

1962 wurde beim achten Festival das Oberhausener Manifest verkündet, mit dem junge deutsche Filmemacher, unter ihnen Alexander Kluge, Peter Schamoni und Edgar Reitz, den alten Film für tot erklärten und ihren Anspruch verkündeten, den neuen deutschen Film zu schaffen.

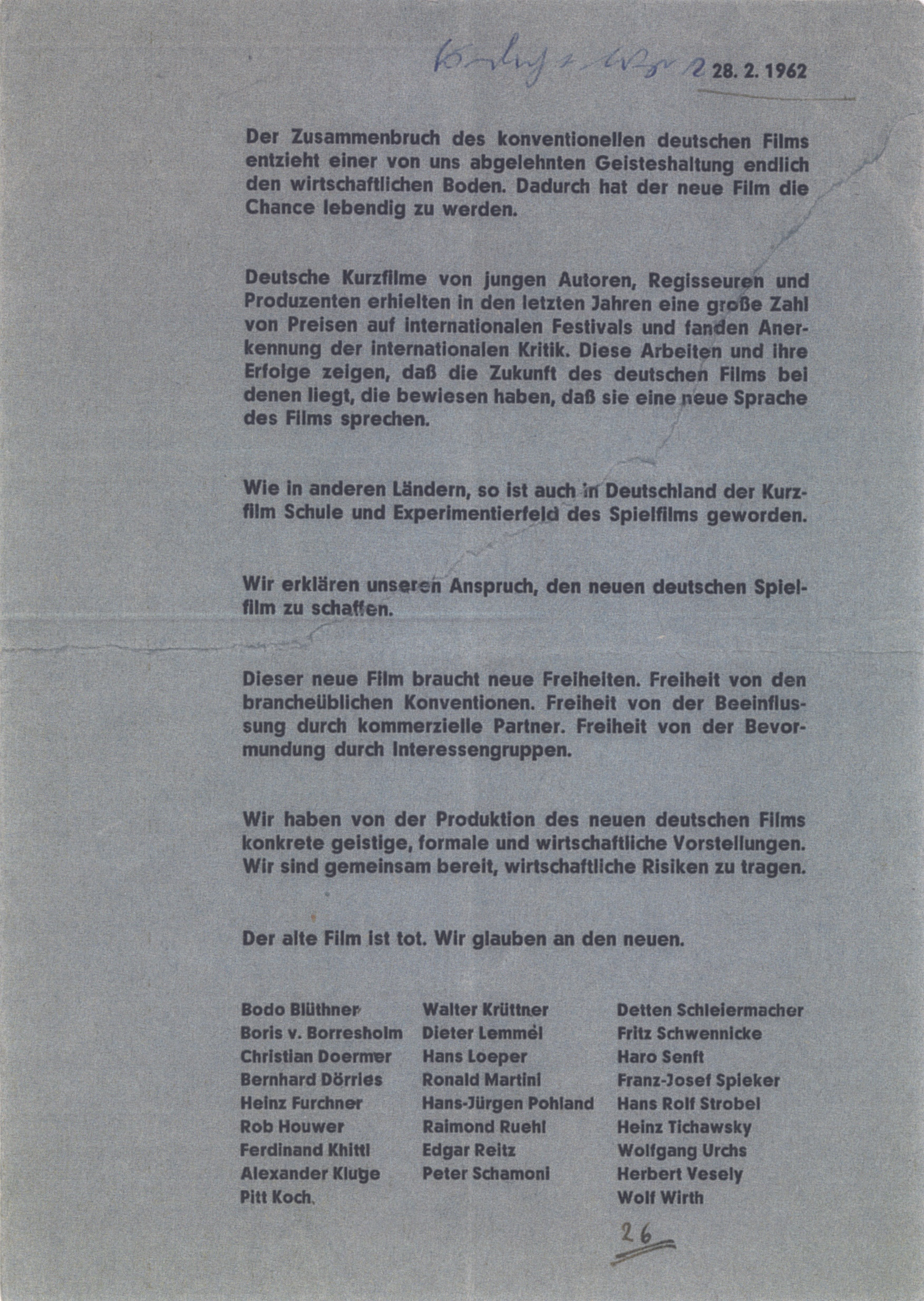
Das Oberhausener Manifest, verkündet 1962 bei den 8. Westdeutschen Kurzfilmtagen

Die 1960er Jahre gipfelten 1968 im Skandal um Hellmuth Costards Film Besonders wertvoll, in dem ein sprechender Penis Kritik am 1967 neu aufgelegten Filmförderungsgesetz übte. Die Festivalleitung nahm auf Grund eines Einspruchs der Staatsanwaltschaft den Film aus dem offiziellen Programm, woraufhin viele deutsche Filmemacher ihre Arbeiten aus dem Festival zurückzogen. Die Kurzfilmtage gingen mit geändertem Reglement (unter anderem ein öffentliches Auswahlverfahren für deutsche Filme) aus der Krise hervor.
In den 1970er Jahren war die Frauenbewegung ein großes Thema – in Oberhausen zeigten junge Filmemacherinnen wie Chantal Akerman oder Helma Sanders-Brahms ihre ersten Filme. Mit dem Kinderkino führten die Kurzfilmtage 1978 eine neue Festivalsektion ein. Die 1970er Jahre sahen außerdem eine Welle von Festivalneugründungen: aus den Kinos verdrängt, fand der Kurzfilm neue Abspielformen im Festivalbereich.
In den späten 1980er Jahren war die Entwicklung der Kurzfilmtage eher geprägt durch die stufenweise Integration von Video und Neuen Medien. Mit dem Wegfall des Ost/West-Konflikts, der die ersten Jahrzehnte des Festivals geprägt hatte, verblasste Oberhausens Rolle als „Fenster zum Osten“. In den Vordergrund rückte nun das Profil des Festivals als Mittler und Wegbereiter zwischen Kurzfilm und Werbeclip, Musikvideo, Industriefilm und Videokunst – oft unter dem Sammelbegriff Avantgarde zusammengefasst.
1990 wurde das Festival in Internationale Westdeutsche Kurzfilmtage umbenannt. Seit 1991 trägt es den Namen Internationale Kurzfilmtage Oberhausen. Im gleichen Jahr führten die Kurzfilmtage den bundesweit ersten Wettbewerb für deutsche Kurzfilme ein. Seit 1993 zeigen die Kurzfilmtage Film und Video gleichberechtigt in den Wettbewerben. 1999 führten die Kurzfilmtage den weltweit ersten Preis eines Filmfestivals für Musikvideos ein, den MuVi, der bis heute ausschließlich an Regisseure für die visuelle Qualität der Clips verliehen wird. Mit dem Aufkommen der Videokunst haben außerdem immer mehr Arbeiten von Künstlern den Weg in die Festivalprogramme gefunden.
Heute zeigt Oberhausen Kurzfilme und Videos von unterschiedlichster formaler, kultureller und sozialer Herkunft. Große, thematisch angelegte Sonderprogramme greifen jährlich wechselnde Themen auf, zuletzt unter anderem „Memories Can’t Wait. Film Without Film“ (2014),„Solidarität als Störung“ (2021/22), „Against Gravity. The Art of Machinima“ (2023) oder "Umwege zum Nachbarn. Der Film der DDR in Oberhausen" (2025). Zum Festival gehören unter anderem auch die Video Library mit einer großen Auswahl aktueller internationaler Kurzfilme, einzelnen Künstlern gewidmete Profil-Programme, Markt-Screenings für experimentelle Kurzfilmverleiher und die Diskussionsreihe „Podium“.
2020 organisierten die Kurzfilmtage aufgrund der Corona-Pandemie die erste rein digitale Ausgabe eines Filmfestivals in Deutschland: Vom 13. bis 18. Mai 2020 fand die 66. Ausgabe vollständig online statt. Mit über 2.500 verkauften Festivalpässen und Nutzern in knapp 100 Ländern erwies sich das neue Format als weitaus erfolgreicher als erwartet. Auch im Jahr 2021 folgte eine rein digitale Festival-Ausgabe. Mit zehn Tagen war das Festival fast doppelt so lang wie üblich und präsentierte erstmals drei neue Online-Wettbewerbe (Internationaler Online-Wettbewerb, Deutscher Online-Wettbewerb, Internationaler MuVi-Preis). 2022 kehrten die Kurzfilmtage mit einer hybriden Ausgabe in die Kinos zurück – vom 30. April bis 3. Mai spielte das Festival nur online, vom 4. bis 10. Mai 2022 nur in den Kinos. 2023 fanden die Kurzfilmtage wieder nur in den Kinos statt (26. April – 1. Mai 2023).
Außerhalb des Festivals unterhalten die Kurzfilmtage einen nicht-kommerziellen Kurzfilmverleih sowie ein einzigartiges Archiv, in dem Kurzfilme aus über 70 Jahren Filmgeschichte lagern.

## Karrieren
„Hier habe ich meine erste Zigarette geraucht. Hier habe ich bei den Westdeutschen Kurzfilmtagen jahrelang jeden Film gesehen, mich alljährlich gefreut auf die Tage in Oberhausen. Diese Ereignisse waren für mich, für meinen Entschluss Filme zu machen, wichtig.“ Wim Wenders, Filmemacher, Deutschland
„Der Kurzfilm ist ein großartiger erster Schritt für einen jungen Filmemacher. So habe ich angefangen, und Oberhausen war eine wichtige Station meiner Entwicklung zum Regisseur.“ Roman Polański, Filmemacher, Polen/Frankreich
In Oberhausen nahmen in der langen Geschichte des Festivals zahlreiche Karrieren ihren Ausgangspunkt. Einige Namen von Filmemachern und Künstlern, die in Oberhausen ihre frühen Arbeiten gezeigt haben: Eija-Liisa Ahtila, Doug Aitken, Kenneth Anger, Andrea Arnold, Jürgen Böttcher, Stan Brakhage, Věra Chytilová, Valie Export, Miloš Forman, Werner Herzog, Christoph Hochhäusler, Hermine Huntgeburth, Isaac Julien, Miranda July, Romuald Karmakar, Jochen Kuhn, Jan Lenica, Chris Marker, Bjørn Melhus, Dore O., Roman Polański, Rosa von Praunheim, Pipilotti Rist, Christoph Schlingensief, Martin Scorsese, István Szabó, Agnès Varda, Adolf Winkelmann als Mitglied des Kasseler Filmkollektivs.
Heute sind die Kurzfilmtage „qualifying festival“ für die Kurzfilm-Academy Awards in allen Kategorien sowie für die BAFTA Awards. Sie sind Nominierungsfestival für den Europäischen Filmpreis, zudem nominiert eine Jury jedes Jahr einen Film aus dem Kinder- und Jugendfilmwettbewerb für die ECFA (European Children’s Film Association) Short Film Awards.

## Chronik
- 1954: Gründung als „Westdeutsche Kulturfilmtage“
- 1958: Einführung des Mottos „Weg zum Nachbarn“
- 1959: Umbenennung in „Westdeutsche Kurzfilmtage“
- 1962: Verlesung des Oberhausener Manifests
- 1970: Erster Film mit Computeranimation
- 1989: Einrichtung einer Videosektion
- 1990: Umbenennung in „Internationale Westdeutsche Kurzfilmtage“
- 1991: Umbenennung des Festivals in „Internationale Kurzfilmtage Oberhausen“, Umwandlung der „Informationstage“ in den bundesweit ersten deutschen Kurzfilmwettbewerb, Ausbau der Retrospektiven zu thematischen Sonderprogrammen
- 1993: Videobeiträge werden in allen Wettbewerben gleichberechtigt zu Filmen zugelassen
- 1998: Die Kurzfilmtage beziehen im „Lichtburg Filmpalast“ nach 34 Jahren einen neuen Spielort
- 1999: Umwandlung der Kurzfilmtage, die Teil der städtischen Verwaltung waren, in eine gemeinnützige GmbH
- 1999: Einrichtung des weltweit ersten Festival-Musikvideopreises
- 2001: Etablierung von „shortfilm.de“, dem weltweit ersten Kurzfilm-Internetportal
- 2002: Mitgründung der AG Kurzfilm e. V., der Interessenvertretung des deutschen Kurzfilms
- 2003: Etablierung der internationalen Filmplattform reelport.com, über die Festivaleinreichungen per Internet an mehrere Festivals zugleich möglich werden
- 2019: Mitgründer der AG Filmfestival, der Interessenvertretung deutscher Filmfestivals
- 2020–21: Online-Ausgaben

## Zahlen
- durchschnittlich knapp 6500 Filmeinreichungen aus über 90 Ländern
- durchschnittlich über 500 Filme im Festival
- über 1000 akkreditierte internationale Fachbesucher
- Preisgelder von knapp 43.000 €
- akkreditiert bei der FIAPF seit 1960
- Referenzfestival der Academy of Motion Picture Arts and Sciences
- Nominierungsfestival British Academy Film Awards und Europäischer Filmpreis der Europäischen Filmakademie

## Leiter
- 1954–1970: Hilmar Hoffmann
- 1971–1975: Will Wehling
- 1975–1985: Wolfgang J. Ruf
- 1985–1990: Karola Gramann
- 1990–1997: Angela Haardt
- 1997–Januar 2025: Lars Henrik Gass[6]
- seit dem 1. Januar 2025: Madeleine Bernstorff und Susannah Pollheim[7]